# Achlys (Gattung)
Achlys ist eine Pflanzengattung innerhalb der Familie der Berberitzengewächse (Berberidaceae).

## Beschreibung

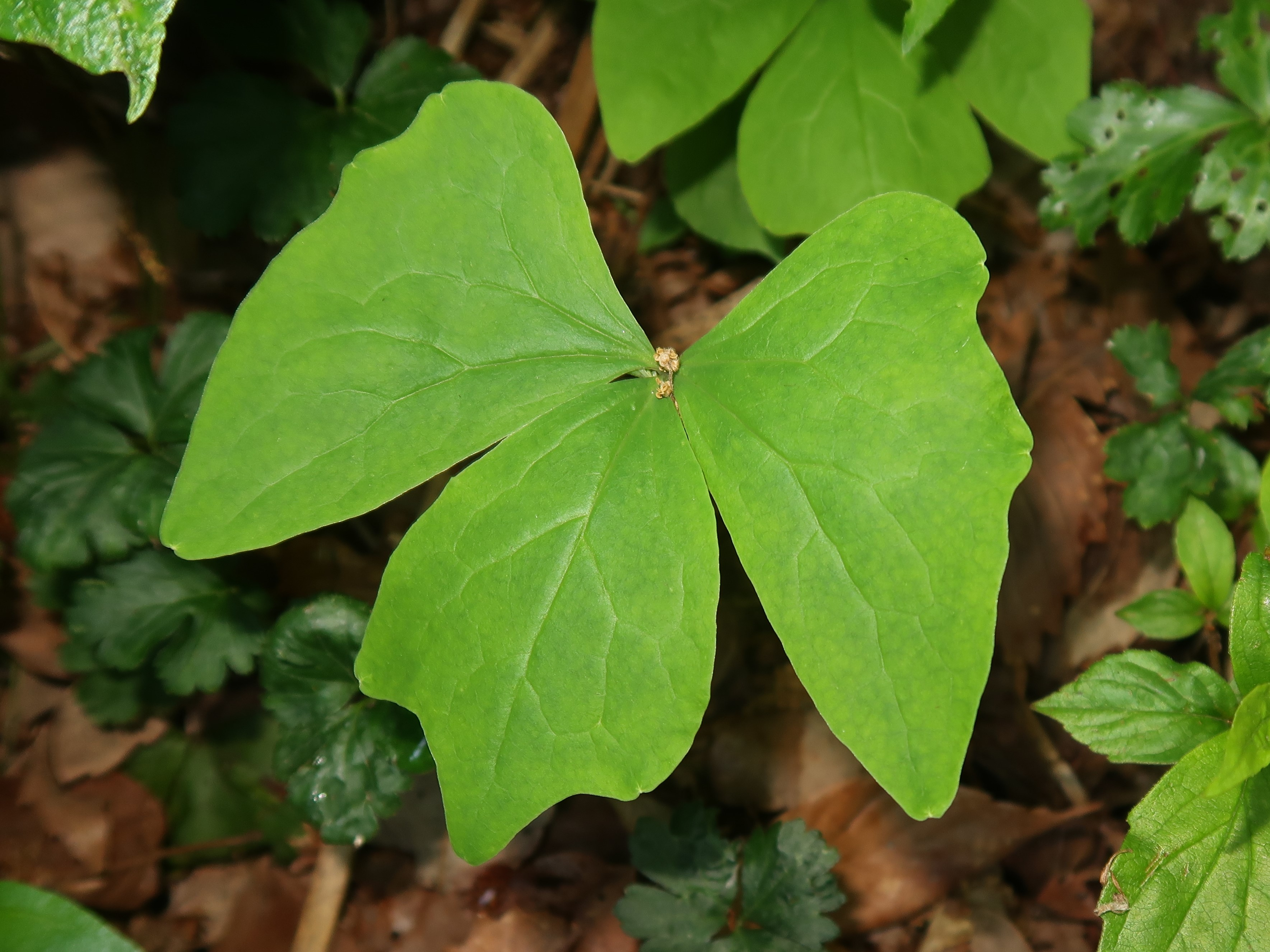
Laubblatt von Achlys triphylla subsp. japonica

### Vegetative Merkmale
Achlys-Arten wachsen als sommergrüne, ausdauernde krautige Pflanzen und erreichen Wuchshöhen von 25 bis 50 Zentimetern. Sie bilden verzweigte Rhizome, die Schuppen besitzen. Die Wurzeln sind innen oft gelb. Der kurze Caudex ist aufrecht.
Es werden jedes Jahr nur ein bis wenige grundständige Laubblätter je Pflanzenexemplar gebildet. Die Laubblätter sind Blattstiel und Blattspreite gegliedert. Die dünnen Blattstiele sind relativ lang. Die Blattspreiten sind bei einer Länge von 20 bis 40 Zentimetern im Umriss kreisförmig und immer einfach dreiteilig. Die Fiederblätter sind dreieckig bis fächerförmig, ganzrandig, gelappt oder gewellt und verjüngen sich zu ihrer Basis hin; die seitlichen Fiederblätter sind deutlich asymmetrisch. Die Blattnervatur ist handförmig.

### Generative Merkmale
Auf mehr oder weniger langen Blütenstandsschäften befinden sich endständig die dichten ährigen Blütenstände. Die seitlichen Blüten sind meist eingeschlechtig und die endständigen immer zwittrig.
Achlys ist die einzige Gattung der Familie Berberidaceae, bei der die Blütenorgane reduziert sind. Die bei Größen von höchstens 6 Millimetern unauffälligen, weißen bis cremefarbenen Blüten sind radiärsymmetrisch und dreizählig. Es sind keine Blütenhüllblätter vorhanden. Es sind meist 9 (8 bis 13) Staubblätter vorhanden. Die am oberen Ende sich öffnenden flügelartigen Klappen der Staubbeutel sind nach innen gebogen. Der oberständige, einkammerige Fruchtknoten ist asymmetrisch ellipsoid. Die Pollenexine ist gerillt. Die Plazentation ist marginal und die Plazenta ist nur an der Fruchtknotenbasis entwickelt. Griffel ist keiner vorhanden. Die mehr oder weniger flache Narbe ist gefurcht.
Die bei Reife braunen bis rot-purpurfarbenen Achänen sind gebogen sowie gefurcht und öffnen sich in Querrichtung und enthalten einen braunen Samen.
Die Chromosomengrundzahl beträgt x = 11 oder 6.

## Ökologie
Die Rhizome der Achlys-Arten überlappen sich in großen Netzwerken und bilden so dichte Achlys-Teppiche, die die Krautschicht dominieren.

## Vorkommen
Im Pazifischen Nordwesten ist Achlys triphylla in feuchten schattigen Wäldern in tiefen bis mittleren Höhenlagen westlich der Kaskadenkette von Vancouver Island und dem südlichen British Columbia südwärts bis ins nördliche Kalifornien ubiquitär verbreitet.
Achlys-Arten scheinen oft auf feuchten Böden vorzukommen, so dass sie in mittleren bis größeren Höhenlagen entlang von Bachufern und in stark beschatteten Klammen gefunden werden können.

## Systematik

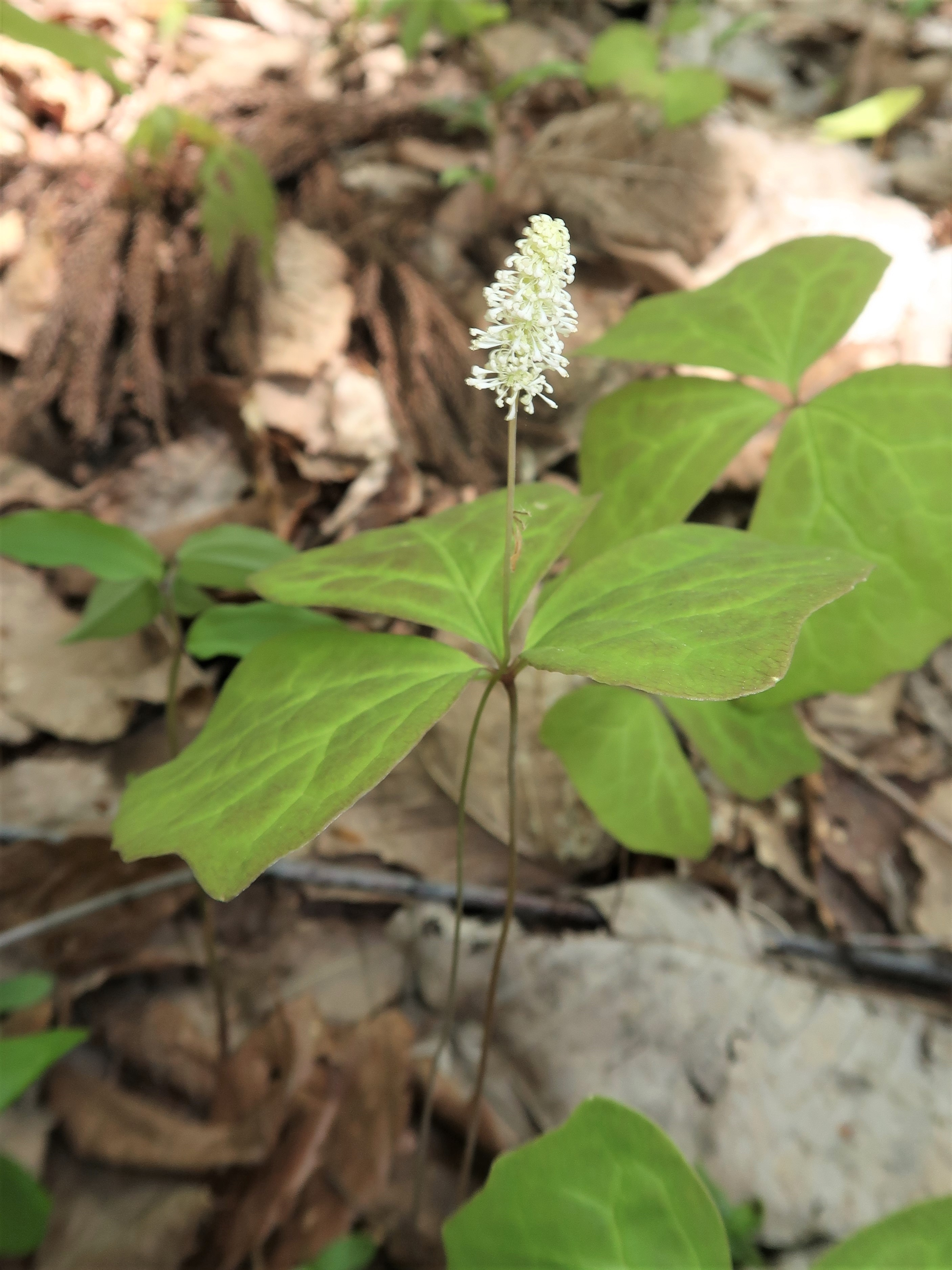
Achlys triphylla subsp. japonica

Die Gattung Achlys wurde 1821 durch Augustin Pyramus de Candolle in Regni Vegetabilis Systema Naturale, Band 2, Seite 35 aufgestellt. Die Gattung Achlys ist, so steht es bei Gledhill 2008, nach der griechischen Göttin Achlys benannt, es gibt aber auch eine andere Ansicht wie dieser Name entstanden ist. Aber De Candolle selbst, der den Namen vergab, schreibt, er habe die Gattung nach der mythologischen Göttin benannt.
Die Gattung Achlys gehört zur Subtribus Epimediinae aus der Tribus Berberideae in der Unterfamilie Berberidoideae innerhalb der Familie Berberidaceae.
Je nach Autor sind in der Gattung Achlys zwei oder drei Arten enthalten. Achlys triphylla und Achlys californica sind im westlichen Nordamerika verbreitet. Eine weitere Art, Achlys japonica, gibt es Japan, die von einigen Autoren als Unterart von Achlys triphylla betrachtet wird. Wieder andere Autoren halten Achlys triphylla und Achlys californica für zu ähnlich, um sie als eigene Arten abzugrenzen.
Als akzeptiert betrachtet werden nur zwei Arten mit zwei Unterarten:
- Achlys californica Fukuda & H.Baker: Sie kommt hauptsächlich im küstennahen Bereich im westlichen Nordamerika vom südlichsten Teil British Columbias, über Washington, Oregon bis ins nordwestliche Kalifornien vor.[2] Sie wurde 1970 erstbeschrieben und ist tetraploid.[5]
- Achlys triphylla (Sm.) DC.: Es gibt zwei Unterarten:
  - Achlys triphylla (Sm.) DC. subsp. triphylla: Sie kommt hauptsächlich im Kaskadengebirge im westlichen Nordamerika von British Columbia, Washington, Oregon bis ins nordwestliche Kalifornien vor.[2] Sie ist diploid.[5]
  - Achlys triphylla subsp. japonica (Maxim.) Kitam. (Syn.: Achlys japonica Maxim.): Sie kommt in Japan und im nördlichen Korea vor.

## Nutzung
Gut getrocknet riechen die Pflanzenteile stark aromatisch nach Vanille. Neben dem Gebrauch als exzellenter Lufterfrischer in Zelten wurde die dort vorkommende Achlys-Art durch die indigenen Völker Nordamerikas, zumindest im südlichen British Columbia, als Insekten-Repellent genutzt. Die getrockneten Laubblätter wurden in Büscheln in Eingängen aufgehängt, um Fliegen und Mücken abzuhalten, und es ist unter Naturalisten nicht unüblich, die getrockneten oder auch frischen Blätter auf der Haut zu verreiben, wenn sie in den Olympic Mountains oder den Kaskaden während der sommerlichen Mücken-Saison wandern.

## Trivialnamen
Die englischsprachigen Trivialnamen lauten vanilla leaf (gelegentlich auch vanilla-leaf oder vanillaleaf geschrieben), deer's foot und sweet after death, was auf den Vanille-Duft der zerstampften Blätter anspielt.